# Tùng Lâm
Tùng Lâm là một xã thuộc thị xã Nghi Sơn, tỉnh Thanh Hóa, Việt Nam.

## Địa lý
Xã Tùng Lâm có vị trí địa lý:
- Phía đông giáp phường Mai Lâm
- Phía tây và phía nam giáp xã Tân Trường
- Phía bắc giáp phường Trúc Lâm và xã Phú Lâm.

Xã Tùng Lâm có diện tích 11,99 km², dân số năm 1999 là 4.213 người, mật độ dân số đạt 351 người/km².
Đây là địa phương có tuyến đường cao tốc Quốc lộ 45 – Nghi Sơn đang được xây dựng đi qua.

## Lịch sử
Trước đây, Tùng Lâm là một xã thuộc huyện Tĩnh Gia.
Ngày 22 tháng 4 năm 2020, Ủy ban Thường vụ Quốc hội ban hành Nghị quyết số 933/NQ-UBTVQH14 thành lập thị xã Nghi Sơn trên cơ sở toàn bộ diện tích và dân số của huyện Tĩnh Gia. Xã Tùng Lâm thuộc thị xã Nghi Sơn như hiện nay. Xã Tùng Lâm hiện tại có 4 thôn đó là thôn Khoa Trường, thôn Lương Bình (sát nhập giữa thôn Lương Điền và thôn Bình Lâm), thôn Thế Vinh, thôn Trường Sơn (sát nhập 3 thôn Trường Sơn 1, Trường Sơn 2, Trường Sơn 3).